# Октябрь (Кораблинский район)
Октябрь — посёлок в Кораблинском районе Рязанской области России, входит в Пустотинское сельское поселение.

## Название
Посёлок назван в память о Великой Октябрьской социалистической революции.

## География
Октябрь находится в северо-восточной части Кораблинского района.
Ближайший населённый пункт — село Пустотино (примыкает с юго-востока).
Природа
Севернее посёлка протекает река Мостья, которая делает большие изгибы в этом месте.

## История
Октябрь получила свой статус не ранее 1929 года, так как в списке селений этого года его нет. Но крестьяне одного из обществ села Пустотино жили на месте посёлка давно. До 1917 года эту часть села Пустотино называли Лужки.

## Население
| 2010 |
| ---- |
| 110  |

## Инфраструктура
Уличная сеть
- Лесная улица
- Октябрьская улица